# STANAG
STANAG è l'abbreviazione NATO di Standardization Agreement (in lingua inglese: «accordo sulle norme»): una convenzione che stabilisce processi, termini e condizioni per equipaggiamenti o procedure tecniche in ambito militare tra i paesi membri dell'alleanza.

## Caratteristiche
Ciascuno stato aderente al Patto Atlantico ratifica ogni STANAG e lo rende operativo nelle proprie strutture e "comunità" militari. Lo scopo di tutto ciò è garantire l'uniformità delle procedure comuni sul piano operativo, amministrativo e logistico, in modo che ciascun apparato militare nazionale possa, all'occorrenza, fare affidamento sulle analoghe organizzazioni alleate. I vari STANAG costituiscono altresì la base per l'interoperabilità tecnica tra una multiforme varietà di sistemi di comunicazione e di informazione (Communication and Information Systems - CIS) essenziali per le operazioni della NATO e dei singoli stati partecipanti.

## Contenuto
Gli STANAG sono pubblicati in inglese e in francese (le due lingue ufficiali della NATO) dal NATO Standardization Office (NSO) sito in Bruxelles.
Tra le centinaia di standardization agreement (attualmente quasi 1300), vi sono quelle sul calibro delle munizioni delle armi portatili, la notazione cartografica, le procedure nelle comunicazioni, i gradi militari e la classificazione dei ponti.

## Lista (parziale)
(EN) 
- STANAG 1008 (Edition 9, 24 August 2004): Characteristics of Shipboard Electrical Power Systems in Warships of the North Atlantic Treaty Navies
- STANAG 1022 (Edition 6): Combat Charts, Amphibious Charts and Combat/Landing Charts
- STANAG 1034 (Edition 17, 24 May 2005): Allied Naval Gunfire Support (ATP-4(E))
- STANAG 1040 (Edition 23, 16 December 2004): Naval Cooperation and Guidance for Shipping (NCAGS) (ATP-2(B) Vol. 1)
- STANAG 1041 (Edition 16, 29 March 2001): Anti-Submarine Evasive Steering (ATP-3(B))
- STANAG 1052 (Edition 32, 12 July 2006): Allied Submarine and Anti-Submarine Exercise Manual (AXP-01(D))
- STANAG 1059 (Edition 8, 19 February 2004): National Distinguishing Letters for Use by NATO Armed Forces
- STANAG 1063 (Edition 18): Allied Naval Communications Exercises (AXP-3(C) MXP-3(C))
- STANAG 2014 (Edition 7): Operations Plans, Warning Orders, and Administrative/Logistics Orders
- STANAG 2019 APP-6 Military Symbols for Land Based Systems (di cui, la prima parte APP-6A)
- STANAG 2022 Intelligence Reports
- STANAG 2033 Interrogation of Prisoners of War (PW)
- STANAG 2041 (Edition 4): Operations Orders, Tables and Graphics for Road Movement
- STANAG 2044 (Edition 5): Procedures for Dealing with Prisoners of War
- STANAG 2083 Radiological Hazards
- STANAG 2084 (Edition 5): Handling and Reporting of Captured Enemy Equipment and Documents
- STANAG 2097 (Edition 6): Nomenclature and Classification of Equipment
- STANAG 2116 (Edition 6): NATO Codes for Grades of Military Personnel - codici per i gradi del personale militare
- STANAG 2138 (Edition 4, May 1996): Troop trial Principles and Procedures - Combat Clothing and Personal Equipment
- STANAG 2143 (Edition 4): Explosive Ordnance Reconnaissance/Explosive Ordnance Disposal
- STANAG 2149 (Edition 3): Intelligence Request
- STANAG 2175 (Edition 3): Classification and Designation of Flat Wagons Suitable for Transporting Military Equipment
- STANAG 2310 7.62×51 NATO adopted in the 1950s as the standard infantry rifle cartridge up until the 1980s
- STANAG 2324 The adoption of the US MIL-STD-1913 "Picatinny rail" as the NATO standard optical and electronic sight mount and standard accessory rail
- STANAG 2345 (Edition 34, 13 February 2003): Evaluation and control of personnel exposure to radio frequency fields - 3 kHz to 300 GHz
- STANAG 2389 (Edition 1): Minimum Standards of Proficiency for Trained Explosive Ordnance Disposal Personnel
- STANAG 2404 (Draft): Joint Anti-Armor Operations
- STANAG 2832 (Edition 2): Restrictions for the Transport of Military Equipment by Rail on European Railways
- STANAG 2834 (Edition 2): The Operation of the Explosive Ordnance Disposal Technical Information Center (EODTIC)
- STANAG 2866 Medical Effects of Ionizing Radiation on Personnel
- STANAG 2868 (Edition 4): Land Force Tactical Doctrine (ATP-35(A))
- STANAG 2873 Medical Support Operations in an NBC Environment
- STANAG 2889 (Edition 3): Marking of Hazardous Areas and Routes Through Them
- STANAG 2920 The adoption of standards for ballistic protection levels and testing
- STANAG 2961 Classes of Supply of NATO Land Forces
- STANAG 2999 (Edition 1): Use of Helicopters in Land Operations (ATP-49)
- STANAG 3277 (Edition 6): Air Reconnaissance Request/Task Form
- STANAG 3497 (Edition 1): Aeromedical Training of Aircrew in Aircrew NBC Equipment and Procedures
- STANAG 3596 Air Reconnaissance Requesting and Target Reporting Guide
- STANAG 3680 AAP-6 NATO Glossary of Terms and Definitions
- STANAG 3700 (Edition 4): NATO Tactical Air Doctrine (ATP-33(B))
- STANAG 3736 (Edition 8): Offensive Air Support Operations (ATP-27(B))
- STANAG 3805 (Edition 4): Doctrine and Procedures for Airspace Control in Time of Crisis and War (ATP-40(A))
- STANAG 3838 MIL-STD-1553, mechanical, electrical and functional characteristics of a serial data bus
- STANAG 3880 (Edition 2): Counter Air Operations (ATP-42(B))
- STANAG 4107 (Edition 7, August 2006): Mutual Acceptance of Government Quality Assurance and Usage of the Allied Quality Assurance Publications
- STANAG 4172 The adoption of the 5.56 x 45mm NATO round as the standard chambering of all NATO assault rifles
- STANAG 4179 The adoption of the M16 style magazine well as the standard 5.56 NATO magazine interface. All magazines and drums, regardless of design, must be compatible with the magazine well in order to be compliant.
- STANAG 4184 (Edition 3, 27 November 1998): Microwave Landing System (MLS)
- STANAG 4232 Digital Interoperability Between SHF Tactical Satellite Communications Terminals
- STANAG 4233 Digital interoperability between EHF Tactical Satellite Communications Terminals
- STANAG 4280 (Edition 2, 8 February 1999): NATO Levels of Packaging
- STANAG 4406 The adoption of a military message standard based around the civil X.400 standard
- STANAG 4420 Display Symbology and Colors for NATO Maritime Units
- STANAG 4545 (Edition 1, Amendment 1, 14 April 2000): NATO Secondary Imagery Format (NSIF)
- STANAG 4559 (Edition 1, 7 April 2003): NATO Standard Image Library Interface
- STANAG 4565 (Edition 1, 26 September 2003): Airborne Multi-Mode Receiver for Precision Approach and Landing
- STANAG 4569 Protection levels for Occupants of Logistic and Light Armoured Vehicles[1]
- STANAG 4575 (Edition 2, 8 March 2005): NATO Advanced Data Storage Interface (NADSI)
- STANAG 4579 The adoption of standard Identification of Friend or Foe hardware that can be recognized and processed between all NATO nations
- STANAG 4586 Standard Interface of the Unmanned Control System (UCS) for NATO UAV interoperability
- STANAG 4607 (Edition 1, 11 March 2005): NATO Ground Moving Target Indicator Format (GMTIF)
- STANAG 4609 (Edition 1, 23 March 2005): NATO Digital Motion Imagery Standard
- STANAG 4609E2 (Edition 2, 15 June 2007): NATO Digital Motion Imagery Standard
- STANAG 5066 The adoption of a Profile for HF Data Communications, supporting Selective Repeat ARQ error control, HF E-Mail and IP-over-HF operation
- STANAG 5516 Digital services of the JTIDS / MIDS
- STANAG 6001 (Edition 4, 12 October 2010) Language Proficiency Levels
- STANAG 6004 Meaconing, Intrusion, Jamming, and Interference Report
- STANAG 6010 EW in the Land Battle (ATP-51)
- STANAG 7023 (Edition 3, 16 September 2004): NATO Primary Image Format (NPIF)
- STANAG 7024 (Edition 2, 2 August 2001): Imagery Air Reconnaissance Tape Recorder Standard
- STANAG 7141 (Edition 4, 20 December 2006): Joint NATO Doctrine for environmental protection during NATO-led military activities